# Tripterospermum fasciculatum
Tripterospermum fasciculatum är en gentianaväxtart som först beskrevs av Nathaniel Wallich, och fick sitt nu gällande namn av A.O. Chater. Tripterospermum fasciculatum ingår i släktet Tripterospermum och familjen gentianaväxter. Inga underarter finns listade i Catalogue of Life.